# Mina V1
La Mina V1 è una mina antiuomo ad azione estesa funzionante a strappo di concezione e fabbricazione italiana della seconda guerra mondiale.

## Storia
Concepita e prodotta dalla Valmara, si tratta di una evoluzione della Mina B4 volta alla semplificazione del meccanismo costruttivo per la produzione di massa.
Queste mine antiuomo, studiate durante la guerra e rimaste in servizio nell'Esercito italiano anche nel periodo immediatamente successivo, venivano impiegate in elementi o sbarramenti. di linee successive in corrispondenza di passaggi obbligati. Le mine a strappo V. 1 venivano disposte a circa 8-10m di distanza fra loro. I due fili di strappo venivano distesi ai lati della mina, tenendoli a circa 1015 cm. dal suolo e venivano assicurati a due picchetti infissi nel terreno, a 5-6 passi dalla mina, tenendoli leggermente. I fili di mine contigue si facevano accavallare per circa mezzo passo, e gli spilli di scatto si disponevano con le punte rivolte verso la provenienza del nemico. Le mine «R» funzionanti a pressione venivano invece disposte ad almeno due passi di distanza fra loro.
Anche per questo tipo di mine, una successione di mine costituiva una «linea», due o più linee uno «sbarramento» (con mine sfalsate) e due o più sbarramenti, a distanza di passi tra loro, un «campo minato».

## Tecnica

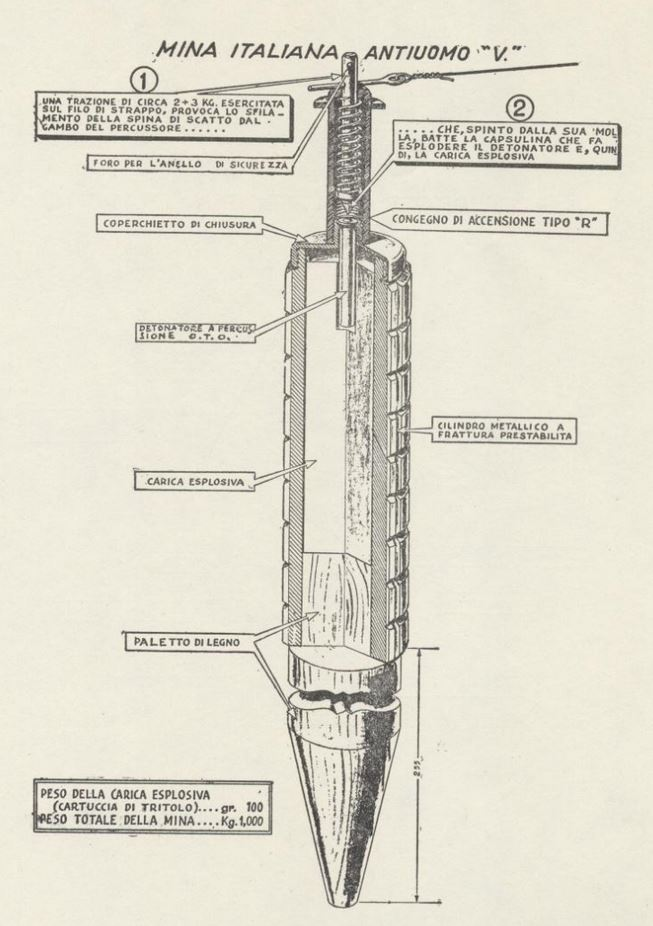
Tavola informativa della mina

Mina italiana a strappo tipo costituita da un cilindro di lamiera alto circa 15 cm. e del diametro interno di 3 cm, contenente una cartuccia cilindrica di circa 100 gr di esplosivo (tritolo, T. 4, pentrite, ecc.). II cilindro è avvolto da una spirale di ferro piatto, e chiuso superiormente a vite. Questo coperchio contiene il congegno di scatto ed accensione; inferiormente vi è un paletto da infiggere nel terreno. La mina funziona strappando 10 spillo infilato nel gambo del percussore contenuto nel coperchio a vite. Strappando Io spillo, il percussore si libera provocando l'accensione della capsulina, la detonazione della capsula e l'esplosione della carica.